# Téli kígyógomba
A téli kígyógomba (Mycena tintinnabulum) a kígyógombafélék családjába tartozó, Európában honos, lombos fák korhadó törzsén élő, nem ehető gombafaj. 

## Megjelenése
A téli kígyógomba kalapja 0,5-2,5 cm széles, eleinte félgömb alakú, majd kúpos, harangszerű, idősen majdnem laposan kiterül, széle felhajolhat. Felszíne fiatalon hamvas, később sima, nedves időben kissé nyálkás. Széle bordázott. Színe barna, szürkésbarna, sötét rozsdabarna, feketésbarna, a közepe sötétebb. 
Húsa vékony, fehéres vagy szürkés színű. Íze és szaga földes, dohos. 
23-28 közepesen sűrű, ívesen hasas lemeze szélesen tönkhöz nőtt vagy kissé foggal lefutó. Színük eleinte fehéres, később halványszürke vagy halványbarna, esetenként rózsás árnyalattal. 
Tönkje 1,5-4,5 cm magas és 0,1-0,3 cm vastag. Alakja karcsú, egyenletesen hengeres, néha egyenes, de inkább görbült. Felszíne a csúcsán hamvas, lejjebb sima. Színe fiatalon felül fehéres, lent szürke, idősen sárgásbarnává válik. 
Spórapora fehér. Spórája megnyúlt gyümölcsmag alakú, sima, amiloid, mérete 4,5-6,5 x 2-3 µm.

### Hasonló fajok
A korai kígyógomba, a lúgszagú kígyógomba, a rózsáslemezű kígyógomba, esetleg termőideje alapján a téli fülőke hasonlíthat hozzá.  

## Elterjedése és termőhelye
Európában honos. Magyarországon ritka.
Lombos fák (különösen bükk) korhadó törzsén, tuskóin nő, sűrű, tömött csoportokban. Novembertől márciusig terem. 

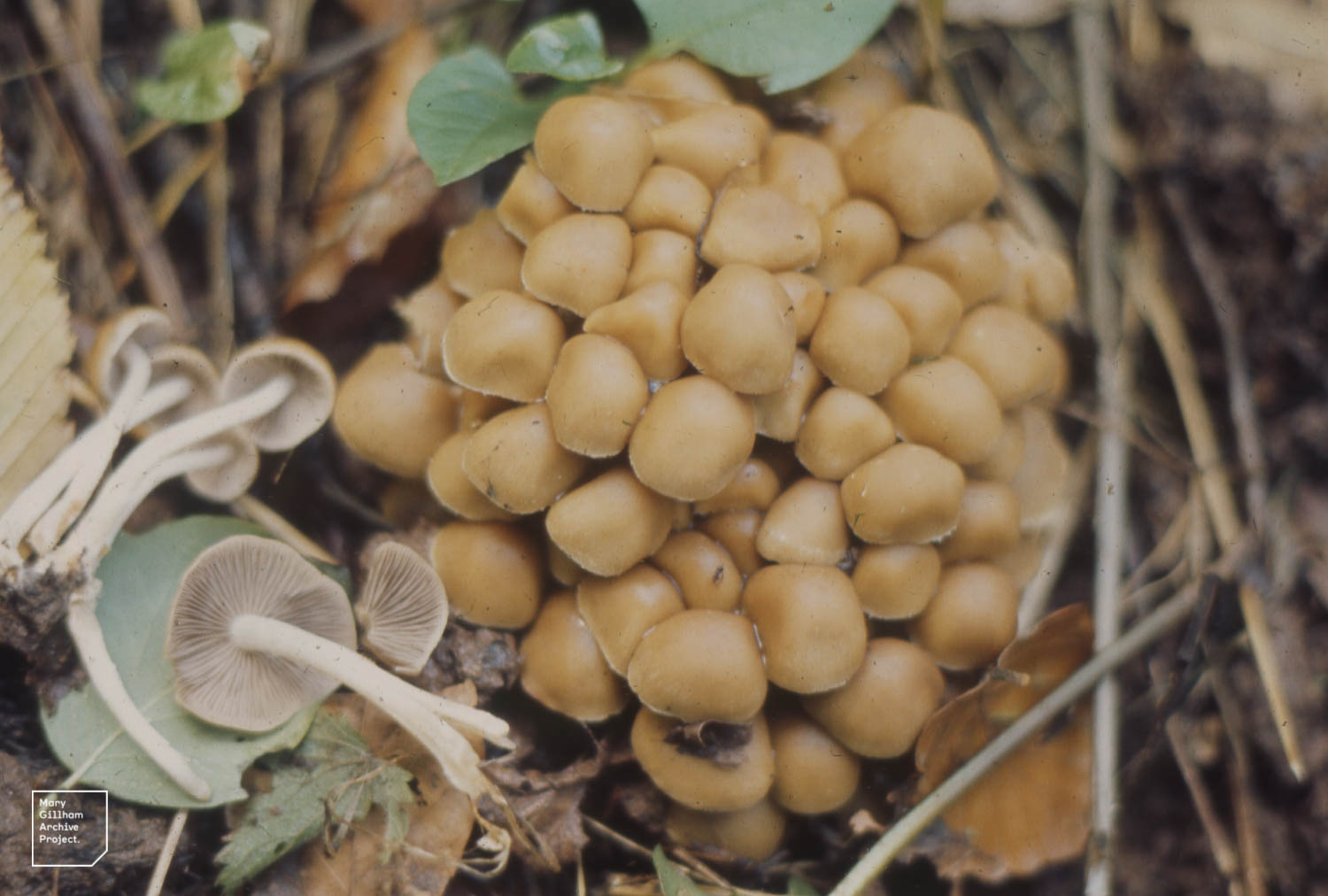
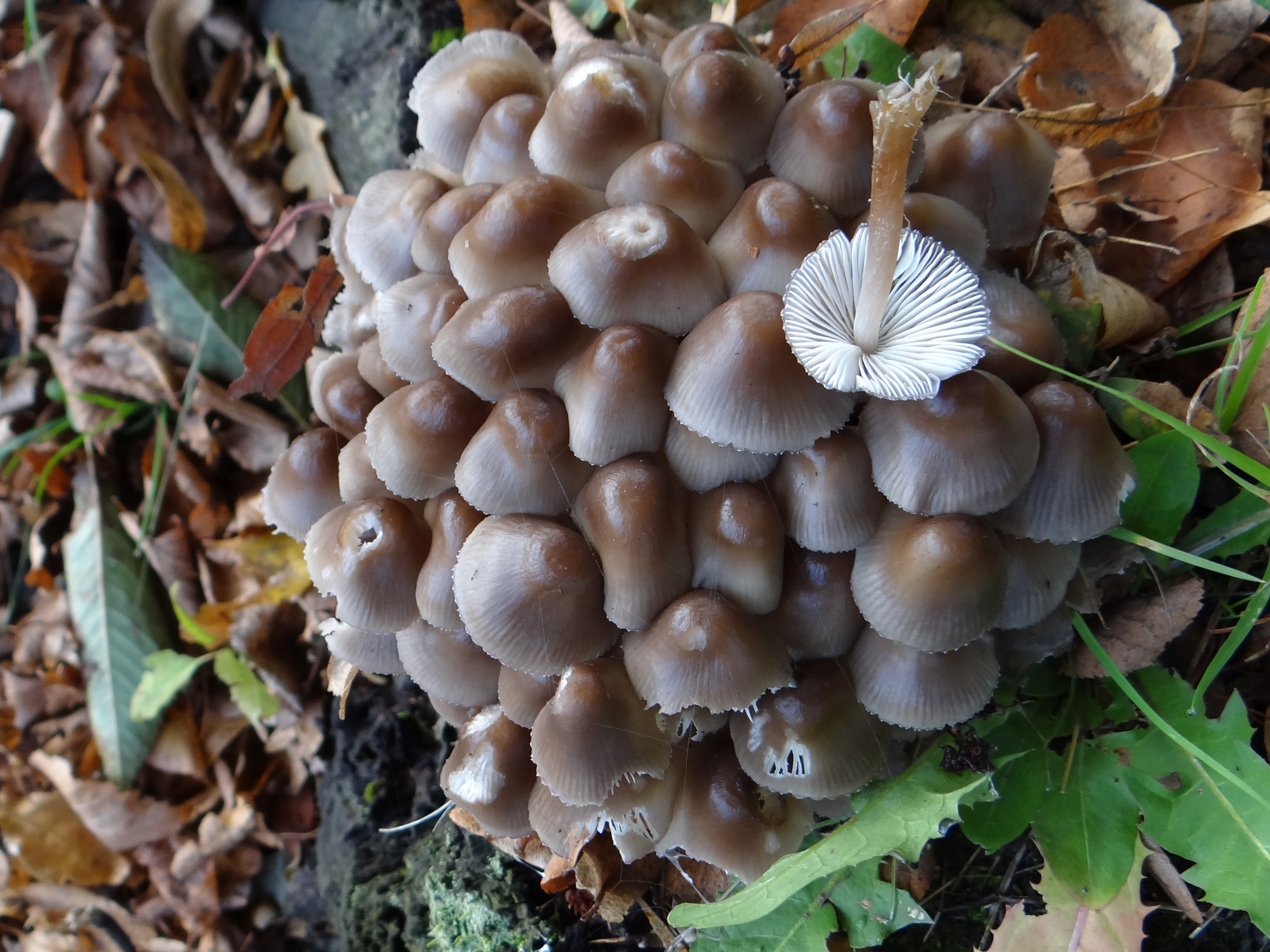
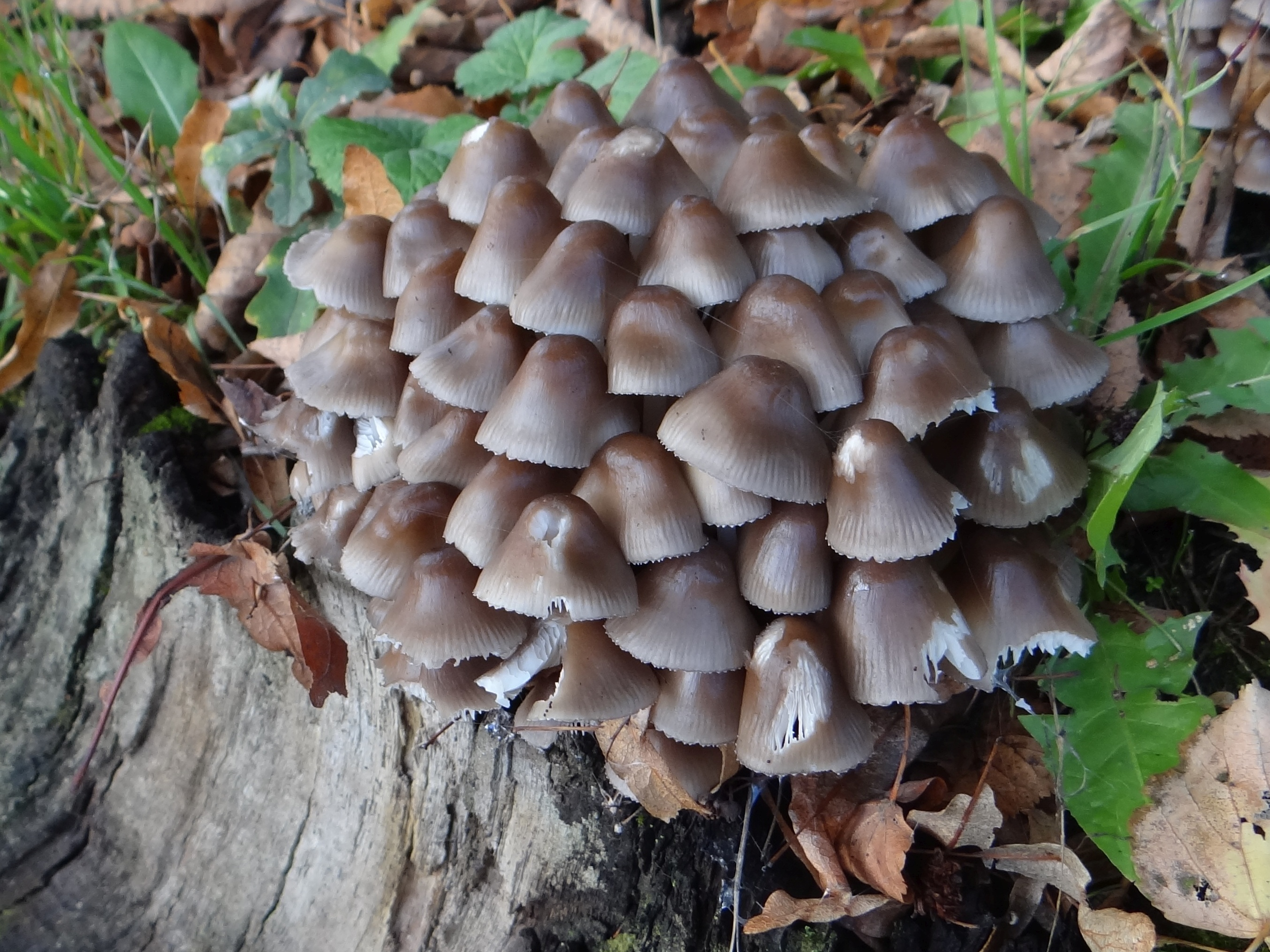
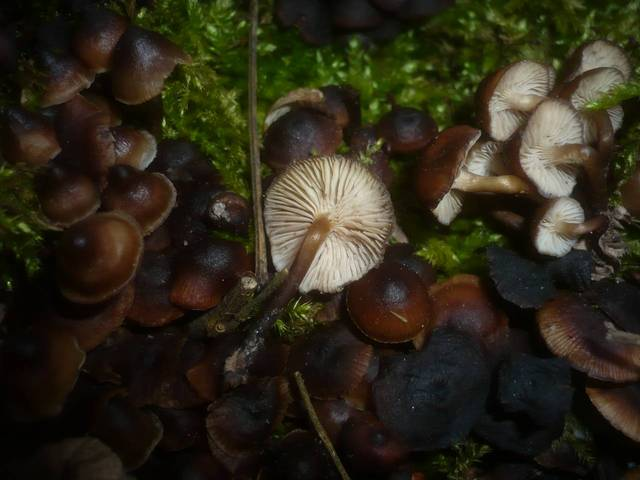
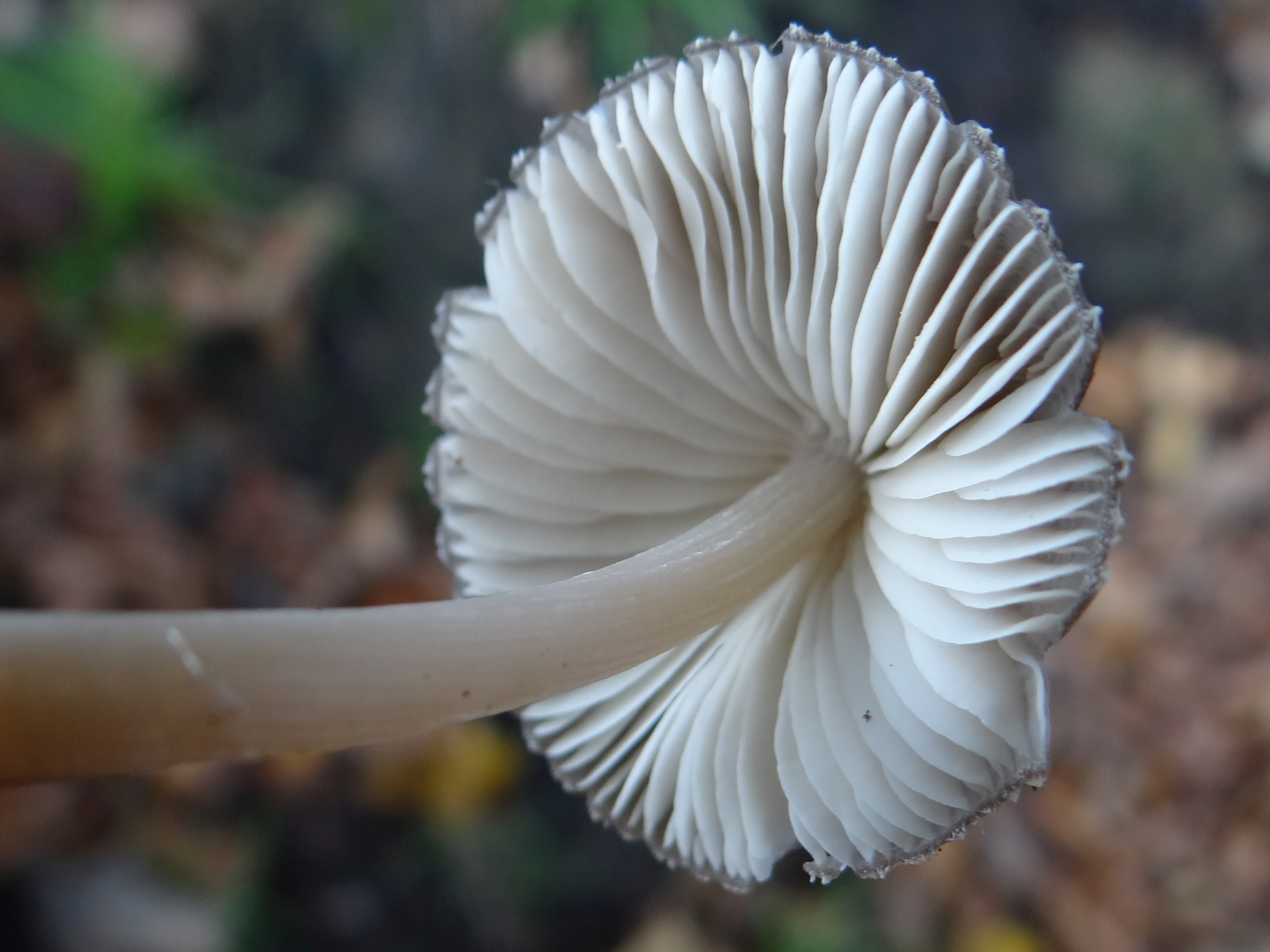

Nem ehető. 